# Ethan d'Athos
Ethan d'Athos (titre original : Ethan of Athos) est un roman de science-fiction de l'écrivain américain Lois McMaster Bujold, paru en 1986. Il fait partie de la Saga Vorkosigan dont il constitue le huitième volet suivant l'ordre chronologique de l'univers de la Saga Vorkosigan. Néanmoins, il n'y a pas de véritable continuité d'intrigue avec la Saga Vorkosigan : ce roman peut être lu seul.
Les éditions J'ai lu ont réédité l'ensemble des œuvres de la saga Vorkosigan en intégrale dans des traductions révisées. Le titre français du roman Ethan d'Athos n'a pas changé à sa réédition en 2013.

## Résumé
La planète Athos a été colonisée par un groupe d'utopistes homosexuels fuyant ce qu'ils considéraient être la corruption féminine. Elle est par conséquent uniquement peuplée d'hommes, et se tient délibérément à l'abri du reste de la galaxie. La reproduction est possible grâce à des cultures ovariennes que les Pères Fondateurs de la colonie ont apportées avec eux. Mais ces cultures vieillissent, ne produisent plus d'ovules, et il faut les remplacer. Après l'échec d'une première tentative de se procurer de nouvelles culture, le gouvernement d'Athos décide d'envoyer le docteur Urquhart, spécialisé dans le développement des fœtus à l'intérieur de matrices artificielles, pour être leur représentant et veiller à l'achat et au rapatriement des cultures. Dès son arrivée sur la station spatiale Kline, Ethan Urquhart est enlevé et brutalement interrogé au sujet des cultures ovariennes qui auraient dû parvenir à Athos. Il est sauvé in extremis par le commandant Elli Quinn, pratiquement par hasard : elle suivait ses ravisseurs qu'elle soupçonne être liés à plusieurs meurtres. C'est en rencontrant Terrence Cee qu'Ethan finira par savoir ce que les premières cultures avaient de si intéressant, et pourquoi Athos était la cible d'un très curieux trafic.

## Place dans le cycle
Elli Quinn est sur la piste de certains gènes, dont Miles Vorkosigan (son employeur) a entendu parler au cours de sa mission diplomatique sur Cetaganda. Elle ne fait que brièvement allusion à la double identité Miles Vorkosigan/Naismith de celui-ci, pour s'assurer que Terrence Cee, télépathe, restera discret à ce sujet. Par la suite, il n'est fait référence qu'obliquement à cet épisode : une première fois, lors de l'épisode Un clone encombrant, lorsqu'Elli mentionne son séjour sur l'ensemble de Jackson (site d'importation des premières cultures ovariennes pour Athos) ; et une seconde fois lors des évènements décrits dans Le Labyrinthe, lorsque le docteur Hugh Canaba, généticien, est récupéré par Barrayar précisément dans le but d'étudier ces gènes.

## Inspirations
Lois McMaster Bujold décrit ainsi l'une de ses motivations pour écrire Ethan d'Athos : 
"I has simply read one too many really bad Amazon Planet stories from the 1950s, in which (usually male) writers concentrated on images of women in an all-female society fumbling around in male roles such as soldiering. [...] Ok, I growled, let's turn this thing on its head. How well would men do taking over women's roles ?"
J'avais simplement lu une mauvaise histoire de trop, une de ces aventures de planète d'Amazones des années 1950, dans lesquelles les écrivains (d'ordinaire des hommes) se concentrent sur des images de femmes dans une société entièrement féminine se dépatouillant tant bien que mal dans des rôles masculins tels que soldat. [...] Ok, j'ai grogné, renversons donc ce truc. Comme se débrouilleraient les hommes dans des rôles féminins ?
Lois McMaster Bujold, Dreamweaver's Dilemma, p.185
D'après l'auteur, la planète d'origine du docteur Ethan Urquhart est nommée d'après la République monastique du Mont Athos, interdite aux femmes. Extrapolant, à partir de l'existence de réplicateurs utérins, la possibilité d'une société sans femmes, elle explique le choix de ce modèle : 
"All-male societies exist in our world - armies, prisons, monasteries, to name just three - but they must constantly be renewed from outside. Since armies and especially prisons tend to have skewed, abnormally violent populations, I chose the monastery model as the most stable basis for my projected society."
Des sociétés uniquement masculines existent dans notre monde - armée, prisons, monastères, pour n'en citer que trois - mais elles doivent constamment être renouvelées de l'extérieur. Dans la mesure où les armées et surtout les prisons ont tendance à présenter des populations biaisées, anormalement violentes, j'ai choisi le modèle monastique comme la base la plus stable pour ma société projetée.
Lois McMaster Bujold, Dreamweaver's Dilemma, p.184

## Éditions
- Ethan of Athos, Baen Books, 1986
- Ethan d'Athos, J'ai lu, Coll. « Science-Fiction », no 4640, 1997, traduction de Geneviève Blattmann  (ISBN 2-290-04640-X)
- Ethan d'Athos, J'ai lu, Coll. « Science-Fiction », no 4640, 2005, traduction de Geneviève Blattmann  (ISBN 2-290-35039-7)
- Ethan d'Athos, in recueil La Saga Vorkosigan : Intégrale - 3, J'ai lu, Coll. « Nouveaux Millénaires », 2013, traduction de Geneviève Blattmann révisée par Sandy Julien  (ISBN 978-2290029237)